# Linked by Fate
Linked by Fate é um filme de drama mudo britânico de 1919, dirigido por Albert Ward, estrelado por Isobel Elsom, Malcolm Cherry e Bernard Vaughan. É uma adaptação do romance Linked by Fate, lançado em 1903 pelo autor Charles Garvice.

## Elenco
- Isobel Elsom como Nina Vernon
- Malcolm Cherry como Vane Mannering
- Bernard Vaughan como Dr. Vernon
- Esme Hubbard como Polly Bamford
- Clayton Green como Julian
- Manning Haynes como Senhor Sutcombe
- Elaine Inescourt como Juliet Orme
- Barbara Gott como Deborah
- Ernest A. Douglas como Reverendo Fleming